# Minisatellite
Pour les articles homonymes, voir Microsatellite (engin spatial).
Les minisatellites sont des séquences du génome répétées en tandem dont la taille du motif unitaire est comprise entre 10 et 60 nucléotides. Elles sont présentes chez toutes les espèces et sont particulièrement étudiées chez l'homme et les bactéries. On les retrouve dans plus de 1000 localisations différentes du génome humain, mais on les retrouve principalement au niveau des télomères où elles vont avoir une fonction de protection de l'acide désoxyribonucléique. Ils ne doivent pas être confondus avec les microsatellites, ou STR, dont la taille ne dépasse pas 13 nucléotides.
Il est fréquent d'observer des erreurs de réplication dans la plupart des minisatellites, notamment par glissement de réplication, qui sont à l'origine de variations interindividuelles quant au nombre de répétition, dans ce cas on les appelle VNTR pour variable number tandem repeat. Cette variabilité trouve de nombreuses applications pour l'identification de personnes par la police scientifique, pour les tests de paternité et pour la création d'empreintes génétiques.

## Bactéries
Les minisatellites polymorphes de différentes souches d'une même espèce bactérienne peuvent être utilisés pour identifier une bactérie.